# Королі Міде

Прапор ірландської провінції Міде

Королі Міде — правителі однойменного Королівства у середньовічній Ірландії з роду Клан Холмайн. Належали до династії Ві Нейллів. Багато з них були верховними королями Ірландії.

## Історія
Середньовічне королівство Міде існувало, хоча й у різних кордонах, від I століття нашої ери. Назва «Міде» перекладається як «середнє», що означає, що воно розташовувалося в центрі Ірландії. Розміщувалося на території сучасних графств Міт, Західний Міт, Каван, Дублін, Кілдер, Лонгфорд, Лаут і Оффалі. Перші королі Міде походили з гілки Дал Мессін Корб, частини роду Ві Гаррхон, що правив у королівстві Ленстер. У 400-х роках їх вигнали зі своїх володінь за гори Віклов (сучасне графство Кілдер) Ві Нейлли, септа яких, Клан Холмайн, зайняла їхнє місце, заснувавши королівство Уснех. Столиця королівства — Рат-Айртир, від IX століття — Кногба (Наут).
Після розпаду королівства в XII столітті представники династії Уа Маел Сехлайнн або О'Мелаглін мусили піти на захід і оселилися на східному березі річки Шеннон. Представники роду як і раніше були відомі серед гельської знаті, але в кінці 1690-х років втратили реальну владу.

## Королі Міде з роду Клан Холмайн
- Домналл Міді (пом. 763), король Міде (715—763), верховний король Ірландії (743—763), син Мурхада Міді
- Фолламан мак Кон Конгалт[ru], король Міде (763—766)
- Доннхад Міді (733—797), король Міде (766—797), верховний король Ірландії (771/778-797), син Домналла Міді
- Домналл мак Доннхада Міді[ru] (пом. 799), король Міде (797—799), син Доннхада міді
- Муйредах мак Домнайлл Міді[ru] (пом. 802), король Міде (799—802), син Домналла Міді
- Айліль мак Доннхада[ru] (пом. 803), король Міде (802—803), син Доннхада Міді мак Домнайлла
- Конхобар мак Доннхада (пом. 833), король Міде (802/803-833), верховний король Ірландії (819—833), син Доннхада Міді мак Домнайлла
- Маел Руанайд мак Доннхада[ru], король Міде (833—843), син Доннхада Міді
- Фланн мак Маел Руанайд[ru], король Міде (843—845), син Маела Руанайда мак Доннхади
- Маел Сехнайлл мак Маел Руанайд (пом. 22 листопада 862), король Міде (845—862), верховний король Ірландії (846—862), син Маела Руанайда мак Доннхади
- Лоркан мак Катайл[ru], король Міде (862—864)
- Конхобар мак Доннхада, король Міде (?—864)
- Доннхад мак Аедакайн[ru], король Міде (864—877)
- Фланн Сінна (847/848 — 25 травня 916), король Міде (877—916), верховний король Ірландії (879—916), син Маела Сехнайлла мак Маела Руанайда
- Конхобар мак Фланн (пом. 919), король Міде (916—919), син Фланна Сінни
- Доннхад Донн (пом. 944), король Міде (919—944), верховний король Ірландії (919—944), син Фланна Сінни
- Енгус мак Доннхада (пом. 945/946), король Міде (944—945/946), син Доннхада Донна
- Доннхад мак Домнайлл, король Міде (945/946-950)
- Фергал Гот мак Енгуса, король Міде (бл. 950-бл. 950), син Енгуса мак Доннхади
- Аед мак Маел Руанайд, король Міде (бл. 950—951), син Маела Руайнада
- Домналл мак Доннхада (пом. 952), король Міде (951—952), син Доннхада мак Домнайлла
- Карлуш Mac Куїнн, король Міде (952—960)
- Доннхад Фінн мак Аеда, король Міде (960—974), син Аеда мак Маела Руанайда
- Муйрхертах мак Маел Сехнайлл, король Міде (960—976)
- Маел Сехнайлл мак Домнайлл (949—1022), король Міде (975/976 — 1022), верховний король Ірландії (980—1002, 1014—1022), син Домналла мак Доннхади
- Маел Сехнайлл Гот мак Маел Сехнайлл, король Міде (1022—1025), син верховного короля Ірландії Маела Сехнайлла мак Домнайлла
- Роен мак Муйрхертайг, король Міде (1025—1027), син Муйрхертаха мак Маела Сехнайлла
- Домналл Гот (пом. 1030), король Міде (1027—1030), син верховного короля Ірландії Маела Сехнайлла мак Домнайлла
- Конхобар Уа Маел Сехлайнн, король Міде (1030—1073), онук верховного короля Ірландії Маела Сехнайлла мак Домнайлла
- Мурхад мак Фланн Уа Маел Сехлайнн (пом. 1076), король Міде (1073—1073), онук верховного короля Ірландії Маела Сехнайлла мак Домнайлла
- Маел Сехнайлл Бан мак Конхобайр Сехлайнн, король Міде (1073—1087), син Мурхада мак Фланна
- Домналл Уа Маел мак Фланн Сехлайнн, король Міде (1087—1094)
- Доннхад мак Мурхада Уа Маел Сехлайнн (пом. 1106), король Північного Міде (1094—1105), син Мурхада мак Флайнна
- Конхобар мак Маел Сехлайнн Уа Маел Сехлайнн, король Південного Міде (1094—1105), син Маела Сехнайлла Бана
- Муйрхертах мак Домнайлл Уа Маел Сехлайнн (пом. 1143), король Міде (1105—1106), син Домналла мак Флайнна
- Мурхад мак Домнайлл Уа Маел Сехлайнн (1106—1127, 1130—1143), син Домналла мак Флайнна
- Маел Сехлайнн мак Домналл Уа Маел Сехлайнн (1115—1115), син Домналла мак Флайнна
- Домналл мак Мурхада Уа Маел Сехлайнн (пом. 1137), король Міде (1127—1127), син Маела Махлайнна
- Діармайт мак Домналл Уа Маел Сехлайнн (1127—1130), син Домналла мак Мурхади
- Конхобар Уа Конхобайр[ru] (1143—1144)
- Доннхад Мак Муйрхертайг Уа Маел Сехлайнн (1144 -?)
- Маел Сехнайлл мак Мурхада Уа Маел Сехлайнн (1152—1155), син Маела Сехлайнна мак Домналла
- Доннхад мак Домнайлл Уа Мае Сехлайнн (1155—1155, 1156—1157, 1158—1160), син Домналла мак Мурхади (пом. 1137)
- Діармайт Мак Домнайлл Уа Маел Сехлайнн (1155—1156, 1157—1158, 1160—1169), син Домналла мак Мурхади (пом. 1137)
- Домналл Брегах Мак Маел Сехлайнн (1169—1173)

1184 року королівство Міде завоювали англо-нормандські феодали, які створили графство Міт.

## Лорди Клонлонана
- Арт мак Маел Сехлайнн Мік Домнайлл Уа Маел Сехлайнн (1173—1184)
- Магнус Уа Маел Сехлайнн (Північний Міде, 1173—1175)
- Маел Сехлайнн Бег (1184—1213)
- Кормак мак Арт О'Мелаглін[en] (1213—1239), син Арта мак Маела Сехлайнна
- Кормак мак Арт (1239—1283)
- Кайрпре (1283—1290)
- Мурхат мак Кайрпре (1290—1293)
- Кормак мак Кормак (1293—1301)
- Кайрпре Шрегайн (1301—1323)
- Арт Мор мак Кормак (1323—1344)
- Кормак Мак Арт Баллах (1344—1362)
- Арт Мак Арт Мор (1362—1385)
- Конхобар (1385—1401)
- N, жив у 1431 році
- Арт мак Конн ?, (пом. 1431)
- Лайгнех мак Корк, (пом. 1487)
- Конн мак Арт мак Конн (1487—1500)
- Мурхад мак Конн, який (пом. 1518)
- Тойрделбах Клерік (1518—1537)
- Арт мак Конн (1537—1539)
- Фелім Ог Мак Фелім Мак Конн (1539—1542)
- Rudhraighe (пом. 1544), (1542—1543)
- Каедах мак Фелім мак Конн (1543—?)
- Конн мак Арт мак Конн, (? —1548)
- Тадг Руад мак Тойрделбах (1548—1553?)
- Мурхад мак Тойрделбах, згадується в 1547—1549
- Ен Калвах (1564-грудень 1600)
- Ірріель (грудень 1600 — 10 квітня 1604)
- Фелім мак Ірріель, народився 1 серпня 1602, згадується в 1604 році.